# Monika Sundermann

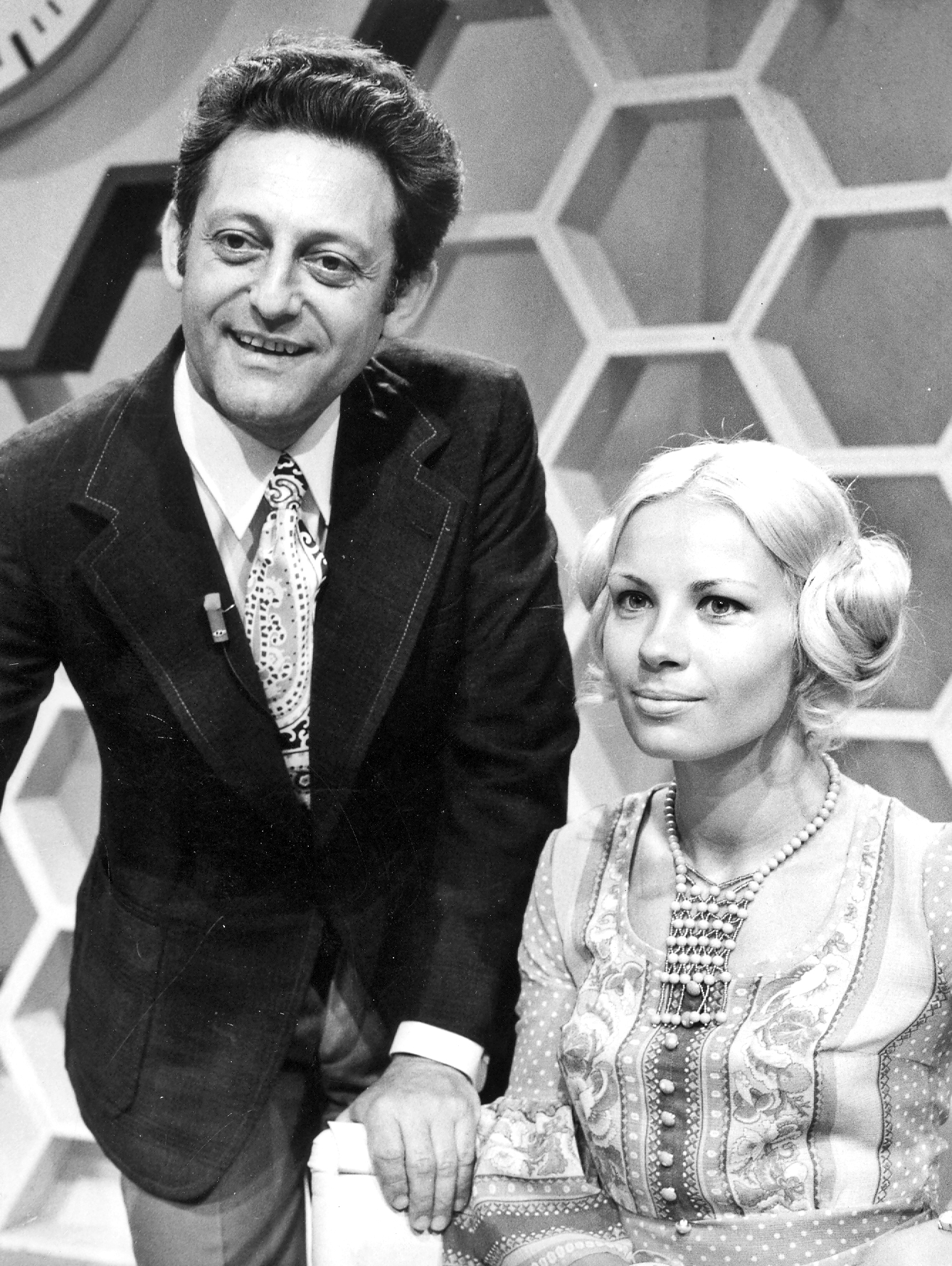
Monika Sundermann als Assistentin von Hans Rosenthal in der TV-Show Dalli Dalli

Monika Sundermann (* 1946 in Berlin als Monika Nehls) ist eine ehemalige deutsche Fernsehassistentin.

## Leben
Sundermann war ab 1964 zunächst unter ihrem Geburtsnamen Assistentin von Hans Rosenthal in der Sendung Gut gefragt ist halb gewonnen, die bis 1970 ausgestrahlt wurde. Im Jahr 1966 heiratete sie den Fußballspieler Jürgen Sundermann (1940–2022) und wurde später Mutter zweier Söhne. Zwischen 1971 und 1986 war Sundermann in 153 Folgen von Dalli Dalli zu sehen. In der Sendung war sie für die Begleitung der Kandidaten verantwortlich, insbesondere bei den Aktionsspielen.
Zusammen mit Rosenthal trat sie auch in den Quizshows KO OK und Rate mal mit Rosenthal auf. Nach dessen Tod war sie in mehreren Sendungen Assistentin von Dieter Thomas Heck (Ihr Einsatz bitte [1987–1990], Musik liegt in der Luft [1991–1998], Melodien für Millionen).
Monika Sundermann lebt in Leonberg.

## Fernsehsendungen
- 1964–1970: Gut gefragt ist halb gewonnen
- 1971–1986: Dalli Dalli
- 1977–1980: KO OK
- 1979–1986: Rate mal mit Rosenthal
- 1987–1990: Ihr Einsatz bitte
- 1991–1998: Musik liegt in der Luft
- Melodien für Millionen